# جامع الموصل الكبير
جامع الموصل الكبير (سابقًا جامع صدام) هو جامع قيد الإنشاء على الساحل الأيسر (الشرقي) من نهر دجلة في الموصل.

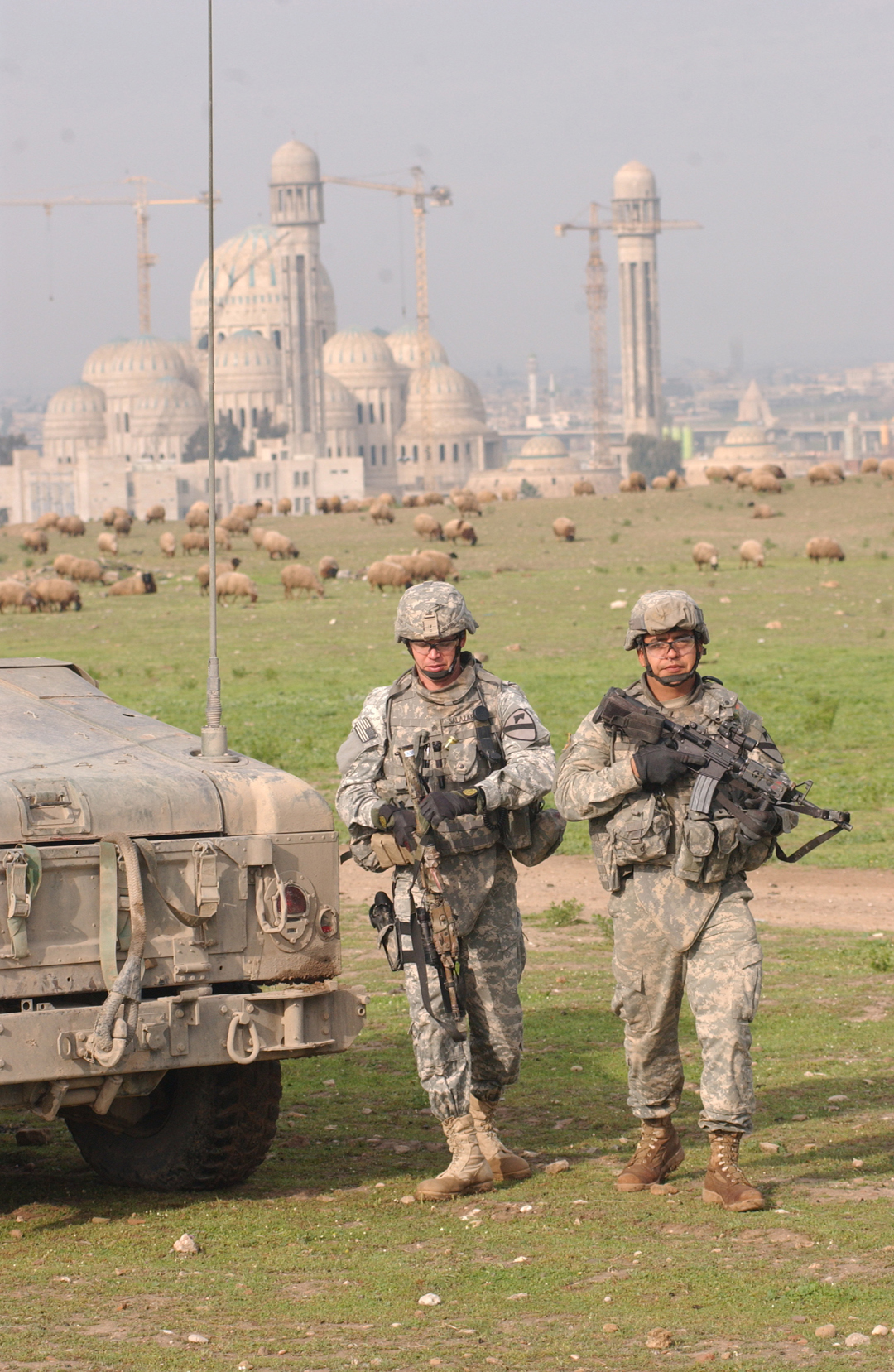
جنديان من قوات الجيش الأمريكي قرب مبنى جامع الموصل الكبير في عام 2007

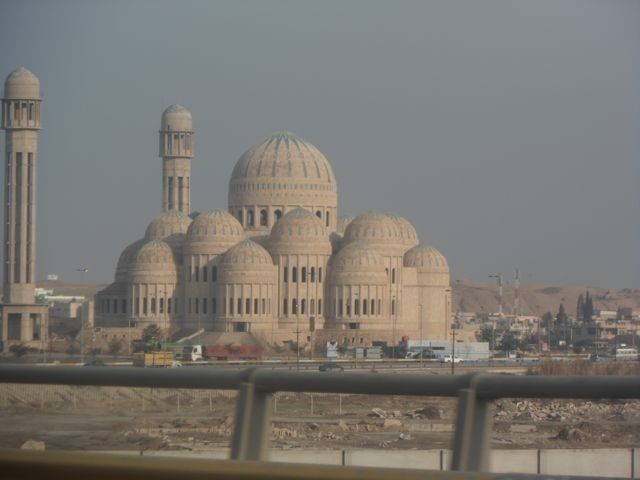
الجامع الكبير في الموصل سنة 2011 م

## البناء
بدء العمل بإنشاء الجامع قبل الاحتلال ولكن لم يكتمل إلى يومنا هذا. وقد عرض زايد آل نهيان ان يتكفل بباقي تكلفة البناء ولكن بشرط تغيير اسم الجامع إلى «جامع زايد» ولكن محافظ المدينة واهلها رفضوا هذا العرض.[بحاجة لمصدر]
وقد ناقش أثيل النجيفي إمكانية إعادة العمل في البناء.
وتبلغ المساحة للمسجد حوالي 75 ألف متر مربع، بينما تبلغ مساحة قاعة المسجد 6000 متر مربع، ويتسع لحوالي 5000 شخص.
يحتوي مبنى المسجد على قاعة اجتماعات كبيرة، وقاعة لاقامة المناسبات الدينية، ودار ضيافة من ثلاثة طوابق، ومنزلين للأئمة والخطباء، ومنازل لموظفي المسجد.